# Тиморская альциона
Тиморская альциона, или тиморский ошейниковый зимородок (лат. Todiramphus australasia), — вид птиц семейства зимородковых. Выделяют три подвида. Распространены на Малых Зондских островах и Молуккских островах.

## Описание
Тиморская альциона достигает длины 21 см и массы от 28 до 58 г. Половой диморфизм не выражен, окраска оперения самок лишь немного бледнее, чем у самцов. У взрослых особей лоб и макушка маслянисто-зелёные. Лоб испещрён несколькими красными пятнами. Макушка окружена широкой оранжевой полосой, которая также покрывает брови. Эта полоса желтовато-коричневая или бледно-оранжевая над уздечками, тёмно-оранжево-коричная позади глаз. Чёрная полоса с зеленоватым оттенком проходит от основания клюва через щеки и кроющие ушей, продолжаясь на затылке узкой линией. Подбородок желтовато-белый. Горло, боковые стороны шеи и остальная нижняя часть тела оранжевого цвета. Задняя часть шеи оранжевато-коричневая. Мантия, лопатки и верхняя часть спины маслянисто-зелёные, но темнее, чем макушка. Нижняя часть спины синевато-зелёная. Надхвостье и кроющие хвоста ярко-светло-голубые. Крылья сине-зелёные, за исключением малых и средних кроющих, которые более интенсивного синего цвета, а также первостепенных маховых перьев с пурпурно-синей каймой. Хвост сине-зелёный, за исключением двух центральных рулевых перьев, которые тёмно-пурпурно-синие. Сложенные крылья скрывают небольшое зеленовато-чёрное пятно на каждом боку тела. Испод крыльев красного цвета. Надклювье коричневато-чёрное, подклювье соломенно-жёлтое с тёмным кончиком. Радужная оболочка тёмно-коричневая, глаз окружён крошечными желтовато-коричневыми перьями, образующими окологлазное кольцо. Ноги черноватые. У молодых особей перья на груди и боках тела с чёрной каймой. Перья крыльев с желтовато-коричневой каймой. Кончик клюва бледный.

## Экология
Тиморская альциона обитает в первичных и вторичных лесах с высокими деревьями, на опушках, в муссонных лесах, в открытых лесных массивах вблизи деревень и пахотных земель. Встречается на высоте от уровня моря до 700 м над уровнем моря. Питается почти исключительно насекомыми и их личинками. Хотя птицы обитают на разных ярусах леса, но, вероятно, ловят большую часть своей добычи на земле. Биология размножения не описана.

## Подвиды и распространение
Выделяют три подвида:
- Todiramphus australasia australasia (Vieillot, 1818) — острова Ломбок, Сумба, Тимор, Ветар и Романг
- Todiramphus australasia dammerianus (Hartert, 1900) — острова Лети, Моа, Дамар и Бабар
- Todiramphus australasia odites  (Peters, 1945) — острова Танимбар